# Orites fiebrigii
Orites fiebrigii là một loài thực vật có hoa trong họ Quắn hoa. Loài này được (Perkins) Diels ex Sleumer miêu tả khoa học đầu tiên năm 1954.